# 47294 Blanský les
47294 Blanský les è un asteroide della fascia principale. Scoperto nel 1999, presenta un'orbita caratterizzata da un semiasse maggiore pari a 2,2991078 UA e da un'eccentricità di 0,1267116, inclinata di 4,91365° rispetto all'eclittica.